# Monte Brouillard
Monte Brouillard – szczyt w Masywie Mont Blanc, grupie górskiej Mont Blanc. Leży w północnych Włoszech w regionie Dolina Aosty. Znajduje się na południe od Mont Blanc. Szczyt można zdobyć ze schroniska Rifugio Monzino (2580 m).